# Länsväg 288
Länsväg 288 är en länsväg i Uppsala län som går från Uppsala genom Alunda och Gimo till korsningen med riksväg 76 vid Börstils kyrka nära Östhammar.

## Vägen
Vägen tar sin början i Uppsala vid Trafikplats Bärbyleden (avfart nummer 188) på E4. Där möter den också riksväg 55. Därifrån går vägen i en 2+1-väg i ungefär 1 km fram till en cirkulationsplats vid Vaksala-Eke. Därifrån går sträckan från Vaksala-Eke till orten Jälla och genom den. Efter sista korsningen till Jälla börjar den 2+1-sträcka som byggdes hösten 2012. Vägen passerar trafikplats Lindbacken, därefter fortsätter den på den gamla sträckningen. Vägen passerar Hovgården där Uppsala kommuns avfallsanläggning finns. Vid Älby/Örby går vägen i en ny östligare sträckning och kommer sedan till en korsning med Frötunavägen.
Vägen går förbi Vallby och Rasbokil vägskäl. Vid Gåvsta så möts den befintliga vägen och den gamla vägen mot Uppsala i en cirkulationsplats tillsammans med den gamla vägen mot Östhammar, vägen fortsätter sedan förbi cirkulationsplatsen där den går in på en till nybyggd del, som ligger väster om Gåvsta. Vid Hov så möts sedan den gamla vägen och den befintliga vägen i en korsning. Den nybyggda 2+1-vägen fortsätter sedan vidare till Alunda där den passerar tätorten i en cirkulationsplats. Vägen fortsätter sedan till utkanten av Gimo. Vägen har här rätats ut på ställen som tidigare hade skarpa kurvor. Vid den gamla vägen, österut från Rasbo kyrka, efter Gåvsta, vid Lejsta så ansluter länsväg C 661 (Hallstaviksvägen) som för vidare österut mot Faringe, länsväg 273 mot Arlanda och Alunda samt mot riksväg 76 vid Hallstavik.
Vid Skoby, strax söder om Alunda, ansluter länsväg 273 mot Almunge och Arlanda. Ytterligare en bit norrut passerar länsväg 288 förbi Alunda kyrka och rakt genom Alunda tätort.
Mellan Alunda och Gimo passerar vägen förbi Haberga, Syding Ösby, Vettsta och Knutsbol, och går här delvis parallellt med den historiska sträckningen för Faringe-Gimo järnväg.
Vid södra infarten till Gimo, där den utbyggda 2+1-delen av vägen övergår i den äldre standarden, ansluter länsväg 292 från Hargshamn och löper gemensamt med väg 288 på en kort sträcka innan väg 292 viker av västerut mot Österbybruk, Tierp och E4.
I Gimo passerar vägen genom tätorten och förbi Skäfthammars kyrka. Här finns också en plankorsning med järnvägslinjen Örbyhus-Hallstavik, som endast har godstrafik och är glest trafikerad. Efter plankorsningen ligger avtagsvägen mot bruket, bron över Gimån och Sandvik Coromants stora fabrik.
Från Gimo går vägen rakt norrut till Hökhuvud, där den svänger av österut mot Östhammar och korsar Olandsån vid Hökhuvuds kyrka. På vägen österut passerar den sedan Uppskedika.

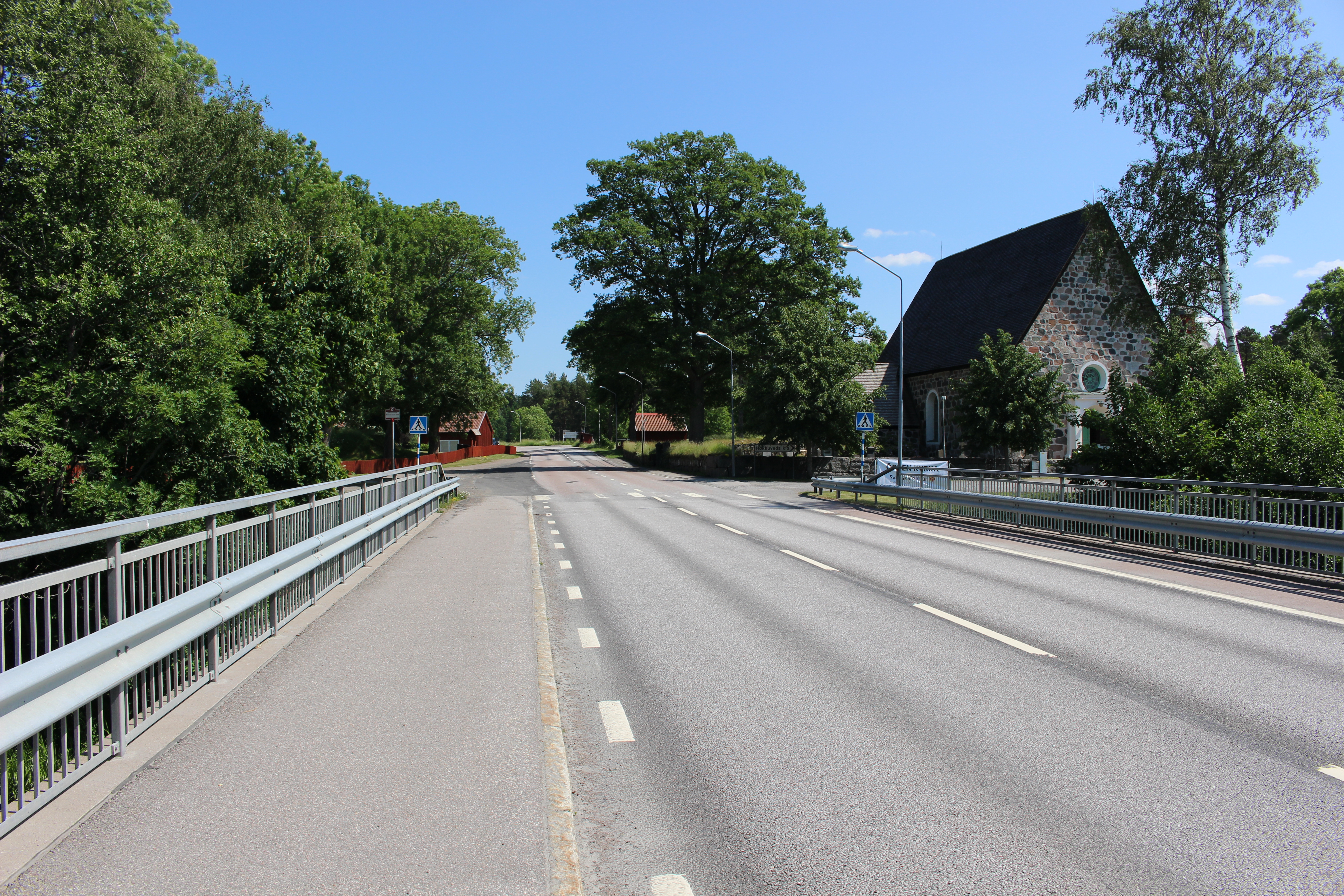
Bro över Olandsån vid Hökhuvuds kyrka.

Länsväg 288 har sin norra slutpunkt i korsningen med riksväg 76, vid Börstils kyrka, ungefär 1 km söder om Östhammarsrondellen. Vägen passerar genom fyra vattenskyddsområden: Uppsalaåsen, Gåvsta, Gimo och Östhammar.
Väg 288:s sträckning mellan Uppsala och Östhammar har en standard på 8 m på merparten av sträckan, medan den nybyggda delen av vägen har en standard på 14 m (vilket anpassats till trafikmängden, som till en stor del utgörs av arbetspendlingstrafik). Vägen planeras att byggas ut med mötesseparering och även säkerheten vid vattentäkterna planeras att höjas.

## Ombyggnation av vägen (2010–)
En ombyggnation av vägen påbörjades i februari 2010 med syfte att göra den till en mötesfri landsväg samt att öka framkomligheten och trafiksäkerheten.
Första etappen mellan Jälla och Hov är 14 kilometer lång och blev till stora delar klar under hösten 2012. Vägbygget präglades dock av vissa förseningar och vägen öppnades inte för trafik förrän oktober 2013. Kostnaden uppgick till 355 miljoner kronor.
Andra etappen mellan Hov och Alunda är också en sträcka på 14 kilometer. Ombyggnationen inleddes under våren 2014 med förberedande arbeten. De större arbetena börjades i augusti 2014. Vägen blev klar hösten 2015.
Tredje etappen mellan Alunda och Gimo planeras omfatta 3 km i ny sträckning och cirka 11 km breddning av nuvarande väg. Det har gjorts geotekniska undersökningar längs sträckan under våren 2014. Arbetena påbörjades mars 2016 och blev klar hösten 2017. Invigningen av etappen var den 18 oktober 2017. Kostnaden för ombyggnationen av sträckan Alunda–Gimo blev ca 260 miljoner kronor. Vid invigningen hade ombyggnationen för hela vägsträckan Uppsala–Gimo kostat ca 800 miljoner kronor.
Fjärde och sista etappen går från Gimo mot Börstils kyrka. Under 2017 hade lättare arbeten påbörjats för den nya sträckningen med till exempel trädröjning. Enligt Trafikverket kan vägbygget av den sista etappen börja som tidigast år 2021 eller 2022, detta på grund av att finansiering saknas. I nuläget planeras det för att vägen ska öppna år 2025.

## Tidigare vägnummer
Vägen mellan Uppsala och Östhammar har haft många olika nummer genom åren. Fram till 1962 gick den under beteckningen länshuvudväg 284. I samband med den stora vägnummerreformen detta år blev den omklassad till riksväg och fick då nummer 79. Några år senare var det dags igen, då vägen mellan Holmsund och Umbukta vid norska gränsen fick europavägsstatus och då erhöll beteckningen E79. Riksvägen Uppsala-Östhammar fick då byta nummer från 79 till 78. 1985 skedde den senaste förändringen, då vägen återigen blev klassad som länsväg, nu med nummer 288.

## Anslutningar och korsningar
|  | Nr       | Namn                             | Skyltning                                             |
|  | -------- | -------------------------------- | ----------------------------------------------------- |
|  | motorväg | Trafikplats Bärbyleden i Uppsala | Uppsala S Stockholm; Sundsvall Strängnäs Uppsala N C  |
|  |          | Vaksalagatan                     | Uppsala C                                             |
|  |          | vid Vaksala-Eke                  | Vaksala-Eke, Vittulsberg                              |
|  |          | i Jälla                          | Norrhällby                                            |
|  |          | Trafikplats Lindbacken           | Lindbacken                                            |
|  |          | vid Örby                         | Tibble Vallby; Bärby Frötuna                          |
|  |          | Rasborondellen                   | Tibble Vallby; Hallstavik Lejsta Gåvsta               |
|  |          | vid Hov                          | Lejsta Hov                                            |
|  |          | Lydinge vägskäl                  | Sunnersbol; Lydinge                                   |
|  |          | vid Gamla Gränome                | Stummelbol G:la Gränome                               |
|  |          | vid Stavby                       | Stavby by Stavby kyrka; Inninge Husby                 |
|  |          | vid Tureberg                     | Vattholma Kölinge                                     |
|  |          | vid Skeberga                     | Österbybruk Morkarla                                  |
|  |          | vid Jönninge                     | Skoby                                                 |
|  |          | Spånga vägskäl                   | Almunge Tunaby                                        |
|  |          | vid Söderby                      | Hjortslunda Modelljärnvägens hus                      |
|  |          | vid Alunda kyrka                 | Skyndelnvägen mot Alunda kyrka Löddby                 |
|  |          | i Alunda                         | Ekebyvägen mot Ekeby; Marmavägen mot Alunda centrum   |
|  |          | vid Marma                        | Happstavägen mot Österbybruk                          |
|  |          | vid Haberga                      | Ingvasta                                              |
|  |          | vid Mälby                        | Sydinge; Joneberg Syding Ösby                         |
|  |          | vid Vettsta                      | Vettsta                                               |
|  |          | vid Vettsta                      | Lunda Onsby                                           |
|  |          | vid Knutsbol                     | Lunda                                                 |
|  |          | vid Knutsbol                     | Fastbol                                               |
|  |          | Ekeby vägskäl                    | Ekeby                                                 |
|  |          | vid Gimo                         | Norrtälje Hargshamn Knutby                            |
|  |          | vid Gimo                         | Gävle Söderfors Österbybruk                           |
|  |          | Långgatan/Korsbrovägen i Gimo    | Korsbrovägen mot Risinge                              |
|  |          | Björkvägen                       | Gimo C                                                |
|  |          |                                  | Järnvägslinjen Örbyhus-Hallstavik                     |
|  |          | Coromantvägen                    | Bruksgymnasiet, Gimo IP, Sandvik Coromant Fabrik 1    |
|  |          | Bruksgatan                       | Gimo bruk, Gimo herrgård, Gimobadet, Sandvik Coromant |
|  |          | Valö vägskäl                     | Valö                                                  |
|  |          | vid Hökhuvuds kyrka              | Däcksta, Väddika avfallsanläggning                    |
|  |          | vid Väddika                      | Stockby                                               |
|  |          | vid Uppskedika                   | Ånö                                                   |
|  |          | Ånö vägskäl                      | Ytter Nuttö, Ånö                                      |
|  |          | vid Börstils kyrka               | Gävle Östhammar; Norrtälje Hargshamn                  |